# Регионална библиотека „Априлов – Палаузов“
Регионална библиотека „Априлов-Палаузов“ в Габрово е най-голямата общодостъпна и богата като фонд библиотека в общината и областта. Намира се на адрес: пл. „Възраждане“ № 23.
Във фоайето на сградата се организират разнообразни експозиции, свързани с културни събития и личности.

## История
Библиотеката е духовен наследник на първата българска обществена библиотека, отворена при Априловото училище през 1845 година, като част от нейния фонд и от личната библиотека на Васил Априлов полагат основите на градската читалищна библиотека през 1861 г.
От нейното създаване библиотеката се радва на голям дарителски интерес от страна на родолюбиви габровци. В знак на признателност техните имена са изписани на почетен списък.

## Фондове
Колекциите включват 260 000 библиотечни единици на български и чужди езици. Ежегодно постъпват нови 4 – 5 хиляди единици и се прави абонамент на около 200 заглавия печатни периодични издания.
Фондът е универсален – включва книги, периодика, картографски, графични, електронни издания от всички области на знанието, художественото слово и изкуствата. Библиотеката съхранява значително книжовно наследство: 6 ръкописа, 1500 тома и 14 заглавия периодични издания до 1878 г., 20 000 тома и 148 заглавия периодични издания от периода 1878 – 1944 г.
Библиотеката разполага с широкоспектърен справочен апарат в традиционни и електронни версии. Електронният е организиран в локална мрежа, включваща всички структурни звена. Информационните масиви съдържат данни от: Националната библиография, азбучен и предметен каталог, систематичен каталог с над 3000 рубрики, 21 тематични картотеки с близо 6000 рубрики, краеведска картотека с над 200 000 аналитични описания, на базата на които годишно се извършват над 1700 справки.
Достъпът до външни информационни ресурси става посредством Интернет връзки от компютъризирани читателски места. Чрез Междубиблиотечната заемна служба могат да се предоставят библиотечни документи двупосочно, от и за други библиотеки от страната и чужбина (книга, ксерокопие, електронно копие на пълен текст или част от него).